# Franz Büchner
Franz Büchner (ur. 2 stycznia 1898 w Lipsku, zm. 18 marca 1920 koło Lipska) – as lotnictwa niemieckiego z 40 zwycięstwami w I wojnie światowej.

## Życiorys
Urodzony w Saksonii. Po wybuchu I wojny światowej zgłosił się na ochotnika do piechoty niemieckiej (Kgl. Sächsisches 7. Infanterie-Regiment König Georg Nr. 106). Służy na obu frontach wschodnim i zachodnim. W czasie walk we Francji został ranny 3 kwietnia 1916 roku. Wkrótce został przeniesiony do Luftstreitkräfte i został przeszkolony na pilota obserwacyjnego.
W marcu 1917 roku po przejściu przeszkolenia na samolotach jednomiejscowych został przydzielony do Jagdstaffel 9. W eskadrze odniósł swoje pierwsze i jedyne zwycięstwo w Jasta 9 w dniu 17 sierpnia 1917 roku. Wkrótce został przeniesiony do Jagdstaffel 13, gdzie odniósł wszystkie pozostałe swoje zwycięstwa. Wśród zestrzelonych pilotów nieprzyjaciela było dwóch asów: brytyjskiego Josepha Callaghana i kanadyjskiego Merrilla Taylora.
W dniu 25 października 1918 roku został odznaczony orderem Pour le Mérite, jako jeden z ostatnich przed abdykacją cesarza.
W czasie rozruchów rewolucyjnych w powojennych Niemczech latał na rozpoznania przeciwko oddziałom komunistycznym. Został zabity w czasie lotu rozpoznawczego w okolicach rodzinnego Lipska.

## Odznaczenia
- Pour le Mérite – 25 października 1918
- Krzyż Rycerski Królewskiego Orderu Rodu Hohenzollernów
- Order Wojskowy św. Henryka (Saksonia) – 7 października 1918
- Krzyż Żelazny I Klasy
- Krzyż Żelazny II Klasy
- Order Alberta (Saksonia)